# Ватанабэ, Кацуя
Кацуя Ватанабэ (Пустой шаблон {{ВД-Преамбула}} ) — японский дипломат. Посол Японии в Азербайджане (с 2024).

## Биография
Родился 13 декабря 1961 года.
С апреля 1984 года работал в Министерстве почт и телекоммуникаций Японии.
С августа 2005 года являлся директором подразделения телекоммуникационных систем, коммерческого отдела телекоммуникаций, бюро телекоммуникаций Министерства внутренних дел и коммуникаций Японии.
С июля 2007 года являлся директором подразделения наземной мобильной связи, отдела радио, бюро телекоммуникаций Министерства внутренних дел и коммуникаций.
С 2011 года являлся директором отдела стратегической политики в области информационно-коммуникационных технологий (ИКТ), бюро глобальной стратегии ИКТ Министерства внутренних дел и коммуникаций.
С июня 2013 года — заместитель генерального директора бюро информации и коммуникаций, секретариата Министерства внутренних дел и коммуникаций.
С июля 2015 года — генеральный директор отдела радио бюро телекоммуникаций Министерства внутренних дел и коммуникаций.
С июля 2017 года — генеральный директор бюро телекоммуникаций Министерства внутренних дел и коммуникаций.
С июля 2018 года — вице-министр по иностранным делам Министерства внутренних дел и коммуникаций.
С июля 2019 года — специальный советник данного министерства.
Посол Японии в Азербайджане (с ноября 2023). Верительные грамоты вручены 7 января 2024 года.